# Hesycha inermicollis
Hesycha inermicollis är en skalbaggsart som först beskrevs av Stefan von Breuning 1940.  Hesycha inermicollis ingår i släktet Hesycha och familjen långhorningar. Inga underarter finns listade i Catalogue of Life.